# Cử tạ tại Thế vận hội Mùa hè 2020– Nội dung 61 kg Nam
Nội dung 61 kg Nam môn cử tạ tại Thế vận hội Mùa hè 2020 ở Tokyo diễn ra vào ngày 25 tháng 7 tại tòa nhà Tokyo International Forum.

## Kỷ lục thế giới
Trước cuộc thi này, các kỷ lục thế giới là như sau.
| Kỉ lục thế giới | Cử giật | Li Fabin (CHN)        | 145 kg | Pattaya, Thái Lan    | Ngày 19 tháng 9 năm 2019 |
| Kỉ lục thế giới | Cử đẩy  | Eko Yuli Irawan (INA) | 174 kg | Ashgabat, Uzbekistan | 3 tháng 11, 2018         |
| Kỉ lục thế giới | Tổng số | Li Fabin (CHN)        | 318 kg | Pattaya, Thái Lan    | Ngày 19 tháng 9 năm 2019 |

## Kết quả
| Hạng | Vận động viên          | Quốc gia          | Bảng | Body weight | Cử giật (kg) | Cử giật (kg) | Cử giật (kg) | Cử giật (kg) | Cử đẩy (kg) | Cử đẩy (kg) | Cử đẩy (kg) | Cử đẩy (kg) | Tổng |
| Hạng | Vận động viên          | Quốc gia          | Bảng | Body weight | 1            | 2            | 3            | Kết quả      | 1           | 2           | 3           | Kết quả     | Tổng |
| ---- | ---------------------- | ----------------- | ---- | ----------- | ------------ | ------------ | ------------ | ------------ | ----------- | ----------- | ----------- | ----------- | ---- |
|      | Li Fabin               | Trung Quốc        | A    |             | 137          | 137          | 141          | 141          |             |             |             |             |      |
|      | Eko Yuli Irawan        | Indonesia         | A    |             | 137          | 141          | 141          | 137          |             |             |             |             |      |
|      | Yoichi Itokazu         | Nhật Bản          | A    |             | 130          | 130          | 133          | 133          |             |             |             |             |      |
|      | Igor Son               | Kazakhstan        | A    |             | 126          | 131          | 134          | 131          |             |             |             |             |      |
|      | Shota Mishvelidze      | Gruzia            | A    |             | 130          | 134          | 135          | 130          |             |             |             |             |      |
|      | Seraj Al-Saleem        | Ả Rập Xê Út       | A    |             | 124          | 127          | 129          | 129          |             |             |             |             |      |
|      | Davide Ruiu            | Ý                 | A    |             | 123          | 127          | 131          | 127          |             |             |             |             |      |
|      | Thạch Kim Tuấn         | Việt Nam          | A    |             | 126          | 126          | 130          | 126          |             |             |             |             |      |
|      | Kao Chan-hung          | Đài Bắc Trung Hoa | A    |             | 125          | 128          | 130          | 125          |             |             |             |             |      |
|      | Luis García            | Cộng hòa Dominica | B    |             | 120          | 120          | 124          | 120          | 154         | 154         | 154         | 154         | 274  |
|      | Simon Brandhuber       | Đức               | B    |             | 123          | 127          | 127          | 123          | 142         | 142         | 145         | 145         | 268  |
|      | Morea Baru             | Papua New Guinea  | B    |             | 113          | 118          | 118          | 118          | 147         | 153         | 153         | 147         | 265  |
|      | Eric Andriantsitohaina | Madagascar        | B    |             | 105          | 110          | 114          | 114          | 140         | 150         | 154         | 150         | 264  |
|      | Marcos Rojas           | Perú              | B    |             | 100          | 105          | 107          | 105          | 130         | 130         | 135         | 135         | 240  |